# Кросдресинг
Кросдресинг или трансвестизам (не мешати са са старом употребом термина трансвестизам где су убрајани и данашњи трансвестити али и трансродне особе) представља ношење одеће која традиционално или стереотипно припада другом полу у одређеној култури. Постоје варијације у степену у којем се особа преоблачи: од једног до свих комада одеће. Особе које су идентификују као кросдресери обично не желе да модификују тј. прилагоде свој пол родном изражавању већ су у потпуности задовољне њиме. Кросдресинг не представља показатељ сексуалне оријентације особе нити визуелизацију хомосексуалности.

## Историја
Кросдресинг је практикован током већег дела историје у многим друштвима. Примери постоје у грчкој, нордијској и хиндуистичкој митологији. Богата историја кросдресинга се може наћи у фолклору, књижевности, позоришту и музици, као што су Кабуки позориште и корејски шаманизам. У британском и европском контексту, позоришне трупе биле су све мушке, а женске делове преузимали су дечаци.
Како би добиле учешће у друштву, многе жене су се морале маскирати у мушкарца. На пример, Маргарет Кинг се кросдресовала у раном деветнаестом веку како би могла да похађа медицинску школу, тада резервисану само за мушке студенте. У историји има доста примера да су људи радили кросдресинг како би добили приступ местима или ресурсима до којих иначе не би могли доћи.
Постоји више врста кросдресинга и много разлога за упуштање појединца у такву врсту понашања. Неки људи раде кросдресинг као ствар удобности или стила, из личне преференције ка одећи супротног пола, а поједини да би шокирали друге или оспоравали друштвене норме.